# Lac Xingyun
Le Lac Xingyun est un lac situé près de Jiangchuan, Yuxi en Chine (Yunnan). Le lac Xingyun fait partie avec les lac Fuxian et lac Qilu, des trois lacs se situant a Yuxi ; sur les neuf grands lacs que regroupe le plateau du Yunnan (topographie).

## Géographie
Ce lac est un grand corps d'eau stagnante intérieur.

## Rivière
Une rivière du nom de Yudai relie le lac Fuxian et le lac Xingyun.